# Tiếng Araona
Tiếng Araona hay Cavina là một ngôn ngữ bản địa nói bởi người Araona tại Nam Mỹ; khoảng 90% trong số 90 người Araona thông thạo ngôn ngữ nay (W. Adelaar). Ngôn ngữ này được dùng phổ biến trong việc giao tiếp trong bộ tộc, mặc dù việc dùng tiếng Tây Ban Nha đang có chiều hướng tăng. Người Araona sống tại thượng nguồn sông Manupari phía tây bắc Bolivia. Ngôn ngữ này có một từ điển và một phần Kinh Thánh cũng đã được dịch sang Araona.
Capachene và Machui có thể là phương ngữ của Araona hoặc Cavineña.